# 巴尔德亚尔科斯德拉韦加
巴尔德亚尔科斯德拉韦加，是西班牙卡斯蒂利亚-莱昂巴利亚多利德省的一个市镇。总面积15平方公里，2001年普查人口總數為139人，人口密度是每平方公里9人。